# 3e étape du Tour d'Italie 1999
La 3e étape du Tour d'Italie 1999 s'est déroulée le 17 mai dans la région Sicile. Le parcours de 176 kilomètres reliait Catane, dans la province éponyme à Messine, dans celle de même nom. Elle a été remportée par le Néerlandais Jeroen Blijlevens de la formation néerlandaise TVM-Farm Frites.

## Récit
Débarrassé de Mario Cipollini touché par une chute à 40 km de l'arrivée, Jeroen Blijlevens en profite pour remporter l'étape au sprint et prendre à son tour le Maillot Rose.

## Classement de l'étape
| \| 1. \| Jeroen Blijlevens \| \| TVM-Farm Frites \| en \| \| \| 2. \| Ján Svorada \| \| Lampre-Daikin \| + \| 0 s \| \| 3. \| Massimo Strazzer \| \| Mobilvetta \| \| m.t. \| |                   |  |                 |    |      |
| 1. | Jeroen Blijlevens |  | TVM-Farm Frites | en |      |
| 2. | Ján Svorada       |  | Lampre-Daikin   | +  | 0 s  |
| 3. | Massimo Strazzer  |  | Mobilvetta      |    | m.t. |

## Classement général
| \| 1. \| Jeroen Blijlevens \| \| TVM-Farm Frites \| en \| \| \| 2. \| Mario Cipollini \| \| Saeco \| + \| 8 s \| \| 3. \| Ivan Quaranta \| \| Mobilvetta \| \| 16 s \| |                   |  |                 |    |      |
| 1. | Jeroen Blijlevens |  | TVM-Farm Frites | en |      |
| 2. | Mario Cipollini   |  | Saeco           | +  | 8 s  |
| 3. | Ivan Quaranta     |  | Mobilvetta      |    | 16 s |